# سه‌گانه در المپیک تابستانی ۲۰۲۰
ورزش سه‌گانه یکی از ورزش‌های بازی‌های المپیک تابستانی ۲۰۲۰ است که از ۲۶ تا ۳۱ ژوئن ۲۰۲۱ برگزار شد.
این مسابقات در دو بخش مردان و زنان در ۳ رویداد انجام شد.

## تقویم
All times and dates use Japan Standard Time (UTC+9). All event times are subject to change. 
| رویداد        | تاریخ    | ساعت شروع |
| ------------- | -------- | --------- |
| انفرادی مردان | ۲۶ ژوئیه | ۰۹:۰۰     |
| انفرادی زنان  | ۲۷ ژوئیه | ۰۹:۰۰     |
| مختلط امدادی  | ۳۱ ژوئیه | ۰۹:۰۰     |

## جدول مدال‌ها
| رتبه           | کشور                | طلا | نقره | برنز | مجموع |
| -------------- | ------------------- | --- | ---- | ---- | ----- |
| ۱              | بریتانیای کبیر      | ۱   | ۲    | ۰    | ۳     |
| ۲              | برمودا              | ۱   | ۰    | ۰    | ۱     |
| ۲              | نروژ                | ۱   | ۰    | ۰    | ۱     |
| ۴              | ایالات متحده آمریکا | ۰   | ۱    | ۱    | ۲     |
| ۵              | فرانسه              | ۰   | ۰    | ۱    | ۱     |
| ۵              | نیوزیلند            | ۰   | ۰    | ۱    | ۱     |
| مجموع (۶ کشور) | مجموع (۶ کشور)      | ۳   | ۳    | ۳    | ۹     |

## نتایج
| رویداد        | طلا                                                                          | طلا        | نقره                                                                     | نقره    | برنز                                                             | برنز    |
| انفرادی مردان | کریستین بلومنفلت · نروژ                                                      | ۱:۴۵:۰۴    | الکس یی · بریتانیای کبیر                                                 | ۱:۴۵:۱۵ | هیدن وایلد · نیوزیلند                                            | ۱:۴۵:۲۴ |
| انفرادی زنان  | فلورا دافی · برمودا                                                          | ۱:۵۵:۳۶    | جورجیا تیلور-براون · بریتانیای کبیر                                      | ۱:۵۶:۵۰ | کتی زفرس · ایالات متحده آمریکا                                   | ۱:۵۷:۰۳ |
| مختلط امدادی  | بریتانیای کبیر · جسیکا لیرمونت · جانی براونلی · جورجیا تیلور-براون · الکس یی | 1:23:41 OB | ایالات متحده آمریکا · کتی زفرس · کوین مک‌داول · تیلور نیب · مورگان پیرسون | ۱:۲۳:۵۵ | فرانسه · لئونی پریو · دوریئن کوناکس · کساندر بوگرون · ونسان لوئی | ۱:۲۴:۰۴ |

## کشورهای شرکت کننده
- آرژانتین (۱)
- استرالیا (۶)
- اتریش (۴)
- جمهوری آذربایجان (۱)
- بلژیک (۴)
- برمودا (۱)
- برزیل (۳)
- کانادا (۴)
- شیلی (۲)
- چین (۱)
- جمهوری چک (۲)
- مصر (۱)
- استونی (۱)
- اکوادور (۱)
- فرانسه (۵)
- آلمان (۴)
- بریتانیای کبیر (۵)
- مجارستان (۴)
- هنگ کنگ (۱)
- ایرلند (۲)
- اسرائیل (۲)
- ایتالیا (۵)
- ژاپن (۴)
- لوکزامبورگ (۱)
- مراکش (۱)
- مکزیک (۴)
- هلند (۴)
- نروژ (۴)
- نیوزیلند (۴)
- پرتغال (۳)
- چین (۴)
- رومانی (۱)
- اسپانیا (۵)
- آفریقای جنوبی (۴)
- سوئیس (۴)
- سوریه (۱)
- اوکراین (۱)
- ایالات متحده آمریکا (۵)